# Vuelo 760 de SCAT Airlines
El Vuelo 760 de SCAT Airlines fue un vuelo de cabotaje regular desde Kokshetau a Almaty, Kazajistán, que se estrelló en una intensa niebla cerca de Kyzyltu el 29 de enero de 2013, matando a los 16 pasajeros y 5 tripulantes que viajaban a bordo.

## Accidente
La aeronave Bombardier CRJ200 estaba en ruta desde Kokshetau a Almaty cuando se estrelló a 5 kilómetros (2,7 nmi) del aeropuerto principal de Almaty cerca de la villa de Kyzyltu a las 13:13 hora local (07:13 UTC). SCAT Airlines afirmó en un comunicado que no creía que nadie hubiese sobrevivido al accidente.

## Investigación
Poco después del accidente, una comisión liderada por Bakytzhan Sagintayev, el vicepresidente de Kazajistán, fue designada por el primer ministro Serik Akhmetov para investigar la causa del accidente.
Maulen Mukashev, el alcalde de Almaty, visitó el lugar del accidente y relató a los periodistas que la probable causa del accidente fue la mala meteorología. Mukashev también dijo: "Ninguna parte del avión ha quedado intacta tras la caída del aparato."